# Palma (Mosambik)
Palma ist eine mosambikanische Stadt in der Provinz Cabo Delgado und Verwaltungssitz des gleichnamigen Distrito Palma.

## Geographie
Die ursprüngliche Fischersiedlung befindet sich im äußersten Nordosten Mosambiks an der auch als Palma-Bucht bekannten Bucht von Tungue im Küstenbereich zum Indischen Ozean, etwa 25 km von der Grenze zum nördlichen Nachbarland Tansania entfernt. Der kleine Hafen ist der nördlichste Mosambiks. Bei Quionga liegen die Feuchtgebiete im Mündungsgebiet des Grenzflusses Rovuma und im Umfeld der Ilha Suafo. Nordöstlich der Stadt und als Abschluss der Bucht von Tungue erstreckt sich die längliche Halbinsel Kap Delgado in den Ozean. Etwa 10 Kilometer südöstlich der Stadt befindet sich die Halbinsel Afungi mit einem hier entstehenden Industriegebiet. Die Insel Tecomaji  ist der Stadt vorgelagert.
Im Jahre 2011 wurden etwa 10 Hektar der Wasserfläche in der Bucht von Tungue zum Meeresschutzgebiet erklärt.

## Geschichte

### Gründung
Der Ort wurde 1889 gegründet. Benannt wurde er nach dem portugiesischen Offizier José Raimundo de Palma Velho (1840–?), der Anfang 1886 die Bucht von Tungue mit dem Ort Maniguene eroberte, die bis dahin noch von einem lokalen Sultan beherrscht wurde.

### Islamistische Angriffe 2021
Durch das US-Außenministerium und aus anderen Quellen wurden in Mosambik schon vor März 2021 mehrmals Aktivitäten dschihadistischer Gruppen bekannt. Vor möglichen terroristischen Anschlägen in der Region gab es bereits früher Warnungen, die jedoch nicht zu entsprechenden Schutzmaßnahmen geführt haben sollen. Im Jahre 2020 konnten bewaffnete islamistische Aufständische in der weiter südlich gelegenen Stadt Mocímboa da Praia zeitweilig die Herrschaft übernehmen. Seit Oktober 2017 gibt es im Norden von Mosambik Unruhen.
Am 24. März 2021 begann in Palma und seiner Umgebung eine Serie länger vorbereiteter terroristischer Anschläge dschihadistischer Kämpfer mit ISIS-Verbindungen der mosambikanischen al-Shabaab (nicht identisch mit der Gruppe gleichen Namens in Somalia) auf Wohngebiete der Zivilbevölkerung und Objekte der mosambikanischen Sicherheitskräfte, wovon auch ausländische Personen in einer Hotelanlage betroffen waren. Die Terroristen drangen vom Hafen her in die Stadt ein und verteilten sich dann in das nahe Umfeld von Palma. Die Einwohner flohen in die umliegenden Regionen, um den bewaffneten Banden zu entkommen. Zahlreiche Personen verloren dabei ihr Leben. Die Terroristen zerstörten zudem öffentliche Bauten und Banken. Die mosambikanischen Sicherheitskräfte evakuierten tausende Einwohner der betroffenen Region. Mit Helikoptern beteiligte sich auch die südafrikanische Sicherheitsfirma Dyck Advisory Group (DAG) an den Evakuierungsaktionen. Weitere Hilfsaktionen für die Einwohner kamen mit kleinen Booten über den Hafen. Die sich daraus ergebene Situation der Zivilbevölkerung wurde als dramatisch und chaotisch eingeschätzt. Staatspräsident Filipe Nyusi wurde im Land vorgeworfen, dass er nicht genügend zur Stabilität und Sicherheit im Norden Mosambiks getan habe.
Am 31. März hatten sich die Kämpfe in Palma angeblich beruhigt, als Militär in die Stadt einzog und begann, sie zurückzuerobern. Von DAG wurden sechs leichte Gazelle-Kampfhubschrauber gegen die Angreifer eingesetzt. Am 1. April erklärte die mosambikanische Regierung, dass der größte Teil der Stadt leer sei, wobei Sicherheitskräfte nach Rebellen suchten und es zu Zusammenstößen mit diesen komme. Am 2. April erklärte Cyril Ramaphosa, Präsident der Republik Südafrika, dass südafrikanische Truppen nach Palma geschickt worden seien, um südafrikanische Bürger zu evakuieren. Am 5. April gab das mosambikanische Militär bekannt, wieder die volle Kontrolle über die Stadt zu haben. Die Kommunikationswege dorthin waren zu dieser Zeit nach Medienangaben immer noch unterbrochen. Der Konzern Total hatte am 2. April seine Belegschaft von der in der Nähe gelegenen Erdgasförderanlage abgezogen. Zu den von Zerstörung betroffenen Gebäuden in der Stadt zählte auch das Krankenhaus.
Während die mosambikanische Regierung nur eine Zahl von etwa 30 Opfern bekanntgab, kamen Recherchen des unabhängigen Journalisten Alexander Perry zufolge bei den Angriffen über 1400 Personen zu Tode oder verschwanden.

## Verkehrsinfrastruktur
Palma besitzt einen regionalen Fischereihafen und einen Flughafen.
Die Regionalstraße R762 kommt aus südlicher Richtung und endet in Palma. Die R775 führt vom Stadtzentrum am nördlichen Stadtrand gelegenen Flughafen vorbei in die Ortschaft Quionga.

## Wirtschaft
Die traditionelle Erwerbsbasis für die Bewohner von Palma ist die Fischerei in der Bucht. Zudem gibt es Landwirtschaft in der Umgebung sowie Kleintierhaltung und Handwerk.
In der Nähe der Stadt gibt es Erdgasvorräte. Unter Führung des Konzerns Total entsteht nahe von Palma ein industrielles Erdgasförderungsprojekt mit einer angeschlossenen Verflüssigungs-Anlage, das im Rahmen des nationalen Mozambique LNG Project geplant und erweitert werden soll. Die Gaslagerstätten befinden sich im Festlandsockel vor der mosambikanischen Küste. Das Vorhaben begann 2010 mit Erkundungsarbeiten im Offshore Area 1, erlangte im Jahr 2014 die finale gesetzliche Grundlage, so dass im August 2019 der Bau von Förder- und Verarbeitungsanlagen beginnen konnte. Das Industriegebiet besitzt einen eigenen Flughafen. Nachdem Total als Reaktion auf die Terrorangriffe von 2021 (siehe oben) das Projekt zunächst nicht fortgeführt hatte und sich zur Vertragsauflösung auf höhere Gewalt berufen hatte, bewilligte Mitte März 2025 die staatliche amerikanische Investitionsbank US EXIM dem Konzern einen Kredit in Höhe von 4,7 Milliarden US-Dollar für Mozambique LNG, dessen Förderbeginn nun für 2029 oder 2030 vorgesehen ist.